# Алмалы (Ходжалинский район)
Алмалы (азерб. Almalı), ранее — Хндзристан (азерб. Xndzristan) — село в Ходжалинском районе Азербайджана, является центром Алмалинского сельского административно-территориального округа.

## География
Село Алмалы является центром Алмалинского сельского административно-территориального округа Ходжалинского района, при этом в состав этого сельского административно-территориального округа входит также и село Гаракётюк. Село расположено в предгорной местности на высоте 910 м.

## История
В советский период на 1 января 1977 года село называлось Хндзристан, являлось центром одноимённого сельсовета, входящего в состав Степанакертского района Нагорно-Карабахской автономной области (НКАО) Азербайджанской ССР. Указом Президиума Верховного Совета Азербайджанской ССР от 15 мая 1978 года было постановлено утвердить решение исполнительного комитета областного Совета народных депутатов Нагорно-Карабахской автономной области (НКАО) о переносе центра Степанакертского района из города Степанакерт (ныне Ханкенди) в рабочий посёлок Аскеран и переименовании Степанакертского района в Аскеранский район. В результате село оказалось в составе Аскеранского района НКАО Азербайджанской ССР.
2 сентября 1991 года на совместной сессии Нагорно-Карабахского областного и Шаумяновского районного Советов народных депутатов была принята Декларация о провозглашении Нагорно-Карабахской Республики в границах Нагорно-Карабахской автономной области (НКАО) и сопредельного Шаумяновского района Азербайджанской ССР.
26 ноября 1991 года Верховный Совет Азербайджанский Республики принял Закон «Об упразднении Нагорно-Карабахской автономной области Азербайджанской Республики». В этом Законе было постановлено помимо упразднения Нагорно-Карабахской Автономной Области (НКАО), в том числе также и упразднение Аскеранского района, образование Ходжалинского района с центром в городе Ходжалы и передача территории упразднённого Аскеранского района в состав Ходжалинского района. Решением Милли Меджлиса Азербайджанской Республики от 29 декабря 1992 года № 428 село Хндзристан Ходжалинского района было названо селом Алмалы. Таким образом, в настоящее время это село называется Алмалы и является центром Алмалинского сельского административно-территориального округа Ходжалинского района.
В результате Карабахского кофликта, село в начале 1990-х годов попало под контроль непризнанной Нагорно-Карабахской Республики (НКР). Согласно административно-территориальному делению непризнанной республики село располагалось в Аскеранском районе НКР и называлось Хндзиристан (арм. Խնձրիստան).
Согласно Трёхстороннему Заявлению в ночь с 9 по 10 ноября 2020 года, подписанному по итогам Второй Карабахской войны, село перешло под контроль Российских миротворческих сил.
В результате боевых действий в сентябре 2023 года Азербайджан восстановил свой контроль над селом.

## Население
Согласно Кавказскому календарю на 1910 г., население села к 1908 г. составляло 984 человека, в основном армяне. В 1914 году — 928 человек, так же значительное преимущество армянского населения.